# Ron Raines

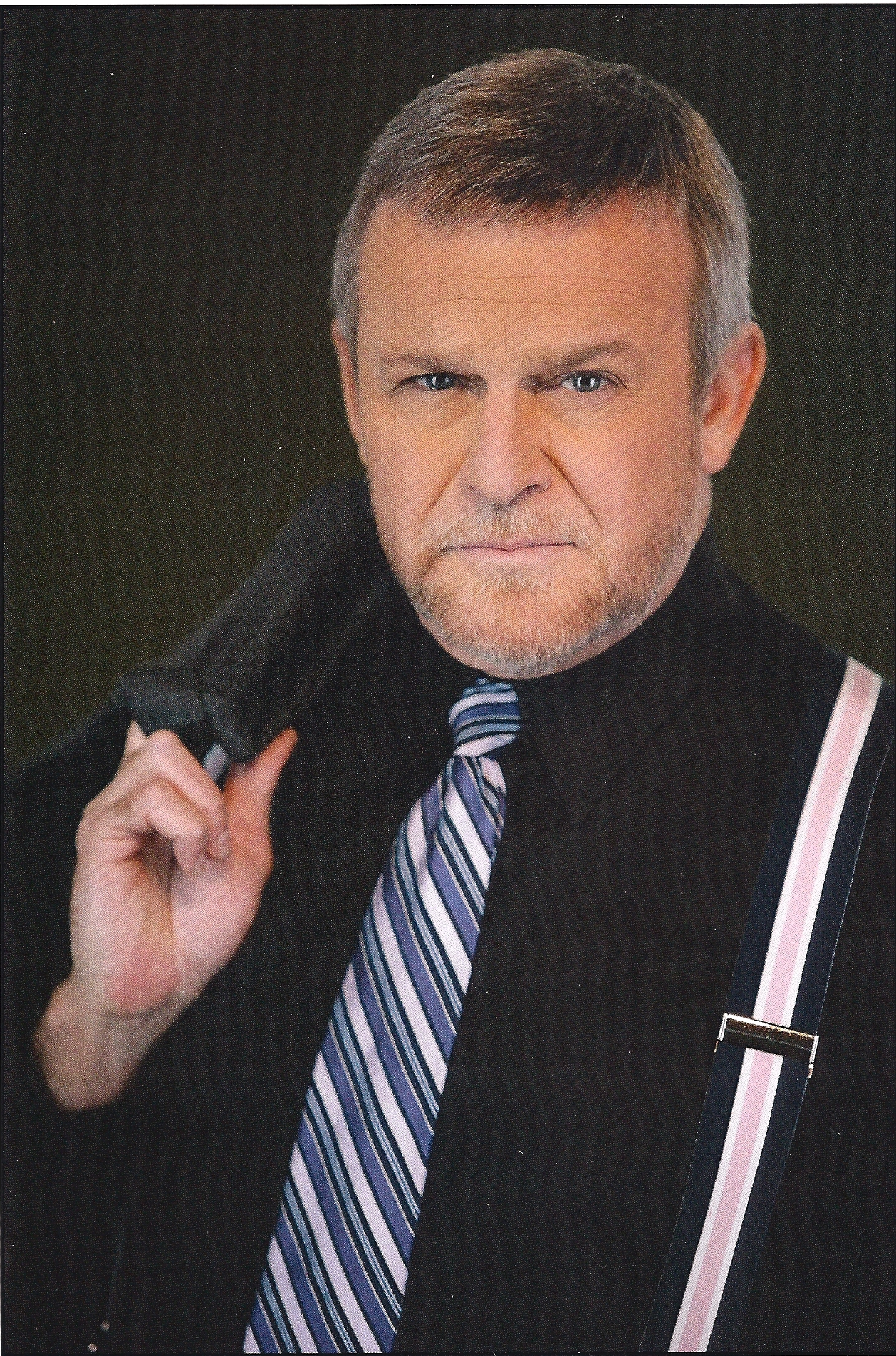
Ron Raines

Ron Raines (* 2. Dezember 1949 in Texas City, Texas) ist ein US-amerikanischer Schauspieler und Musicaldarsteller. Bekanntheit erlangte er durch sein Mitwirken in den Fernsehserien Springfield Story und The Blacklist.

## Leben und Karriere

### Frühe Lebensjahre
Ron Raines wurde am 2. Dezember 1949 in Texas City als Sohn eines Pastors geboren, wodurch er erstmals Interesse an Musik entwickelte. Nach seinem Schulabschluss an der Nacogdoches High School in Nacogdoches studierte er an der University of Oklahoma und erhielt bei seinem Abschluss den Bachelor of Music. 2021 erhielt er dort ebenfalls einen Ehrendoktor of Musical Arts. 
Neben seinen Auftritten in verschiedenen Serien war er auch in Operetten zu sehen, unter anderem in Die lustige Witwe, Die Fledermaus und Tolle Marietta. 

### Mitwirken in Musicals
Auch spielte er in Musicals wie  Show Boat (1983) und im Revival von Chicago (2002) mit, ehe er auch in South Pacific und Follies (2011) auftrat. Dabei trat er an der Seite von Bernadette Peters sowie Elaine Paige auf und verkörperte die Rolle, die er bereits 1988 in einer anderen Produktion spielte. Hierfür erhielt er eine Nominierung für den Tony-Award als bester Hauptdarsteller in einem Musical.
Bevor er seine erste Serienrolle annahm, war er 1990 Teil der von Debbie Reynolds initiierten Tour des Musicals The Unsinkable Molly Brown. Von 2012 bis 2014 verbuchte er weitere Auftritte in Newsies und Annie, allerdings als Vertretung für temporär ausgefallene Schauspieler. 

### Mitwirken in Fernsehserien
1994 wurde er als insgesamt vierter Darsteller für die Rolle des Alan Spaulding in der Serie Springfield Story (Guiding Light) gecastet und spielte diesen in 522 Episoden bis zur Absetzung der Serie im Jahr 2009. Jene Rolle brachte ihm drei Nominierungen für den Emmy-Award ein.
Abseits dessen trat er in unterschiedlichen Episodenrollen auf, wie in Person of Interest, Elementary, Good Wife und jüngst in The Gilded Age.
2020 und 2021 erlangte er auch abseits seiner Heimat größere Bekanntheit, als er in der US-amerikanischen Fernsehserie The Blacklist den Charakter Dominic Wilkinson des damals kürzlich verstorbenen Brian Dennehy übernahm, um seinen Handlungsbogen zu Ende zu bringen. Insgesamt trat er dabei in der ersten und zweiten sowie in der vorletzten Episode der achten Staffel auf.

## Persönliches
Raines ist seit 1986 mit Dona D. Vaughn verheiratet und hat mit ihr eine gemeinsame Tochter.

## Filmografie

### Fernsehserien
- 1994–2009: Springfield Story (Guiding Light, 522 Episoden)
- 2013: Liebe, Lüge, Leidenschaft (One Life to live, 4 Episoden)
- 2013: Person of Interest (Episode 3x08)
- 2014: Elementary (Episode 2x20)
- 2014–2020: Beacon Hill (7 Episoden)
- 2015: Good Wife (Episode 7x05)
- 2020–2021: The Blacklist (3 Episoden)
- 2022: The Gilded Age (Episode 1x01)

### Bühnenrollen
- 1993–1994: South Pacific (Paper Mill Playhouse, New Jersey, Regie Robert Johanson)
- 2011–2012: Follies (Ahmanson Theatre, Los Angeles, Regie Eric Schaeffer)

## Deutsche Synchronstimme
Raines hat bis dato keinen Stammsprecher, weswegen ihn verschiedene Sprecher synchronisieren, so unter anderem Thomas Kästner in The Gilded Age und Kaspar Eichel in The Blacklist. Letzterer synchronisierte vorher bereits Dennehy in der gleichen Rolle.